# آكل النمل الحرشفي العملاق
آكل النمل الحرشفي العملاق أو أم قرفة العملاقة أو البنغول العملاق (بالإنجليزية: Smutsia gigantea)‏ هو أكبر الأنواع في عائلة آكل النمل الحرشفي.  يعيش أعضاء هذا النوع في إفريقيا مع نطاق يمتد على طول خط الاستواء من غرب إفريقيا إلى أوغندا . تعيش بشكل شبه كامل على النمل والنمل الأبيض(الأرضة). تم وصف هذا النوع لأول مرة من قبل يوهان كارل ويليام إيليجر في عام 1815م.

## وصف
آكل النمل الحرشفي العملاق هو الأكبر بين جميع أنواع آكلات النمل الحرشفية. بينما لم يتم قياس متوسط كتلتها، تم العثور على عينة واحدة تزن 33 كجم (72.6 رطل). الذكور أكبر من الإناث، ويبلغ طوال أجسام الذكور حوالي 140 سم (4.6 قدم) والإناث حوالي 125 سم (4.1 قدم). مثل كل آكلات النمل الحرشفية، فإن الأنواع مدرعة بمقاييس كبيرة والحراشف بنية اللون إلى بنية حمراء ومكونة من الكيراتين. من الغريب أنه يحتوي أيضًا على رموش. آكل النمل الحرشفي العملاق له أنف(خطم) طويل وذيل طويل وسميك ومخالب أمامية كبيرة.
يمتلك الحيوان حاسة شم قوية وغدد شرجية كبيرة. قد تكون إفرازاته مهمة للتواصل مع الحيوانات. يمشي هذا النوع مع وجود معظم وزنه على أرجله الخلفية العمودية، ويثني كفوفه الأمامية، ويمشي على المعصمين من الخارج بدلاً من الكفوف لحماية المخالب. باستخدام ذيله لتحقيق التوازن، غالبًا ما يمشي بشكل مستقيم كثنائيات الحركة.

## التوزيع والسكن

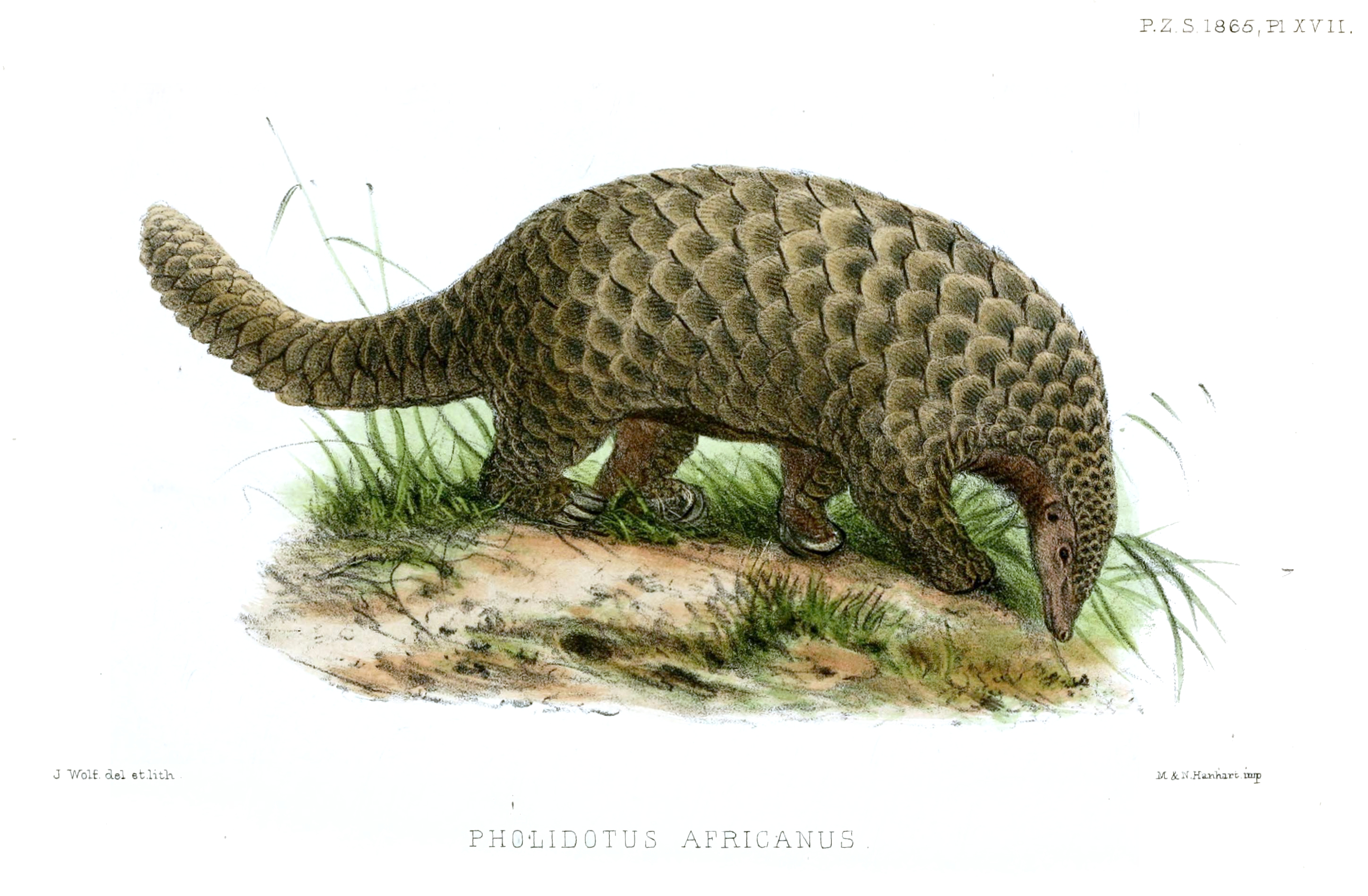
بقلم جوزيف وولف

يسكن آكل النمل الحرشفي العملاق العديد من البلدان، ولكن التركيز الأكبر يوجد في أوغندا وتنزانيا وغرب كينيا. توجد بشكل رئيسي في السافانا والغابات المطيرة والغابات، حيث تسكن المناطق التي بها أعداد كبيرة من النمل الأبيض(الأرضة) والمياه متاحة فيها. لا تسكن في المناطق المرتفعة.

## السلوك والبيئة

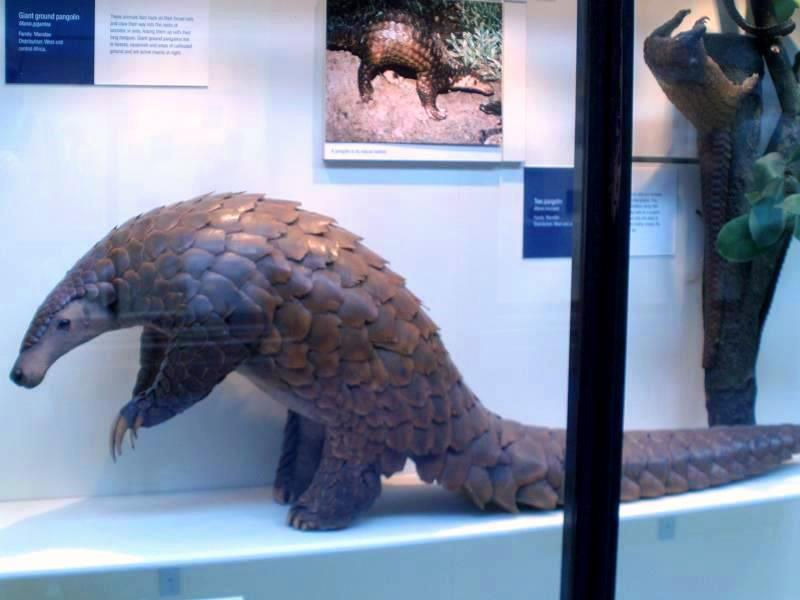
عينة

آكل النمل الحرشفي العملاق، مثل آكلات النمل الحرشفية الآخر، نشاط ليلا، مما يجعل مراقبته صعبة. وعادة ما يكون أيضًا منفراديًا، على الرغم من أنه في إحدى الحالات شوهد شخص بالغ في جحر مع يافع. هذا النوع قادر على تسلق الأشجار والأشياء الأخرى.

### النظام الغذائي
مثل كل آكلات النمل الحرشفية، يعتبر آكل النمل الحرشفي العملاق من الحيوانات المتخصصة في أكل الحشرات التي تفتقر إلى الأسنان والقدرة على المضغ. يتكون نظامها الغذائي بشكل أساسي من النمل والنمل الأبيض(الأرضة)، والتي تجدها عن طريق تمزيق مستعمرة النمل والنمل الأبيض، سواء أكانت تحت الأرض أو من نوع التلة.
نظرًا لحجمه الكبير نسبيًا، فإن آكل النمل الحرشفي العملاق مناسب بشكل خاص لكسر أكوام النمل الأبيض المفتوحة من خلال الاتكاء على الكومة وإراحة وزنه على ذيله، ثم تمزيق الكومة بمخالبها الأمامية. يؤدي الجمع بين الوزن والأضرار المادية السريعة إلى انهيار جزئي للتل، مما يؤدي إلى الكشف عن النمل الأبيض. الكبار فقط هم الأقوياء بما يكفي للقيام بذلك؛ يجب أن يتبع صغارهم أمهاتهم حتى يكبروا بما يكفي للقيام بذلك لأنفسهم. يأكل آكل النمل الحرشفي العملاق الحشرات عن طريق التقاطها بلسانه اللزج الذي يصل طوله إلى 16 بوصة (41 سـم).

### التكاثر
لا يُعرف سوى القليل جدًا من المعلومات حول تكاثر آكل النمل الحرشفي العملاق. يوجد سجلان للولادة، أحدهما في سبتمبر والآخر في أكتوبر، ويبلغ وزن الصغير حوالي 500 غرام (18 أونصة). كما هو الحال في جميع آكلات النمل الحرشفية، يكون للرضع قشور ناعمة تتصلب في النهاية، ويولدون بعيون مفتوحة. لا يمكنهم المشي على أرجلهم، لكن يمكنهم التحرك على بطونهم. خلال عمر 6-8 أسابيع، غالبًا ما ينفث الصغار إفرازًا أصفر من غددهم الشرجية (التي يقال عنها غالبًا رائحة التسوس والملفوف) لمنع الحيوانات المفترسة والحيوانات الأخرى من الاستفادة من أمهاتهم.

## التهديدات
يتعرض آكل النمل الحرشفي العملاق للتهديد من خلال تدمير الموائل وإزالة الغابات، وصيد لحوم الطرائد.  بين عامي 2011م و 2015م، تم ضبط تسع شحنات بأجزاء من جسم حيوان آكل النمل الحرشفي في آسيا التي نشأت في نيجيريا. كانت تحتوي على 3,000 كيلوغرام (6,600 رطل) لحم آكل النمل وقريب من 5,500 كيلوغرام (12,100 رطل) قشور آكل النمل الحرشفي التي كانت متجهة إلى الصين ولاوس. 

## الحفاظ على
تم إدراج البنغول العملاق في معاهدة التجارة العالمية لأصناف الحيوان والنبات البري المهدد بالانقراض في ملحق (1) منذ يناير 2017م. 

## روابط خارجية
- Ciszek, D. (1999). "Manis gigantea". Animal Diversity Web, University of Michigan Museum of Zoology. مؤرشف من الأصل في 2023-02-21.
- "Giant pangolin". BBC. مؤرشف من الأصل في 2022-02-15.